# Proepacrocerus pallidoviridus
Proepacrocerus pallidoviridus är en tvåvingeart som beskrevs av Hardy 1988. Proepacrocerus pallidoviridus ingår i släktet Proepacrocerus och familjen borrflugor. Inga underarter finns listade i Catalogue of Life.